# Tafeltennis op de Paralympische Zomerspelen 1972
De IVe Paralympische Spelen werden in 1972 gehouden in Heidelberg, West-Duitsland. Tafeltennis was een van de 10 sporten die in 1972 op het programma stonden.

## Evenementen
In totaal waren er 19 onderdelen op de Paralympics in 1972 bij het tafeltennis; tien voor mannen en negen voor vrouwen
Mannen, individueel
- Klasse 1A
- Klasse 1B
- Klasse 2
- Klasse 3
- Klasse 4

Mannen, dubbel
- Klasse 1A
- Klasse 1B
- Klasse 2
- Klasse 3
- Klasse 4

Vrouwen, individueel
- Klasse 1A
- Klasse 1B
- Klasse 2
- Klasse 3
- Klasse 4

Vrouwen, dubbel
- Klasse 1A-1B
- Klasse 2
- Klasse 3
- Klasse 4

## Mannen

### Dubbel
| Rank | Land                            |
| ---- | ------------------------------- |
| 1    | Zwitserland                     |
| 2    | West-Duitsland                  |
| 3    | West-Duitsland Verenigde Staten |

| Rank | Land                          |
| ---- | ----------------------------- |
| 1    | West-Duitsland                |
| 2    | West-Duitsland                |
| 3    | Verenigd Koninkrijk Nederland |

| Rank | Land                |
| ---- | ------------------- |
| 1    | West-Duitsland      |
| 2    | Verenigd Koninkrijk |
| 3    | Zweden Hongkong     |

| Rank | Land              |
| ---- | ----------------- |
| 1    | West-Duitsland    |
| 2    | Italië            |
| 3    | Zweden Oostenrijk |

| \| Rank \| Land \| \| ---- \| ------------------------------------ \| \| 1 \| Zuid-Korea \| \| 2 \| Zweden \| \| 3 \| Verenigde Staten Verenigd Koninkrijk \| |                                      |
| Rank | Land                                 |
| 1 | Zuid-Korea                           |
| 2 | Zweden                               |
| 3 | Verenigde Staten Verenigd Koninkrijk |

### Individueel
| Klasse    | land | Goud          | land | Zilver          | land    | Brons                           |
| --------- | ---- | ------------- | ---- | --------------- | ------- | ------------------------------- |
| Klasse 1A | SUI  | Hans Rosenast | SWE  | Nilsson         | SUI     | Rainer Kueschall Rolf Zumkehr   |
| Klasse 1B | KOR  | Sin Nam Song  | FRA  | Daniel Jeannin  | GBR NED | S. Bradshaw P. Suijkerbuijk     |
| Klasse 2  | KOR  | Tae Am Choi   | HKG  | Lesli Lam       | ITA NOR | Giuseppe Trieste Henry Dahlgren |
| Klasse 3  | FRG  | Fritz Krimmel | FRG  | Heinz Simon     | FRA GBR | Andre Hennaert G. Monoghan      |
| Klasse 4  | ISR  | Baruch Hagai  | USA  | Michael Dempsey | FRA GBR | Triche P. Lyall                 |

## Vrouwen

### Dubbel
| Rank | Land                |
| ---- | ------------------- |
| 1    | Verenigd Koninkrijk |
| 2    | Noorwegen           |
| 3    | Zwitserland Canada  |

| Rank | Land                                 |
| ---- | ------------------------------------ |
| 1    | Oostenrijk                           |
| 2    | Ierland                              |
| 3    | Verenigde Staten Verenigd Koninkrijk |

| Rank | Land                    |
| ---- | ----------------------- |
| 1    | Oostenrijk              |
| 2    | Verenigd Koninkrijk     |
| 3    | Canada Verenigde Staten |

| Rank | Land       |
| ---- | ---------- |
| 1    | Nederland  |
| 2    | Zweden     |
| 3    | Oostenrijk |

### Individueel
| Klasse    | land | Goud             | land | Zilver         | land    | Brons                   |
| --------- | ---- | ---------------- | ---- | -------------- | ------- | ----------------------- |
| Klasse 1A | NED  | de Vries-Noordam | SUI  | Ursula Schatz  | CAN ISR | Demerakas Angel         |
| Klasse 1B | ITA  | Rosa Sicari      | GBR  | Jane Blackburn | NOR FRA | Tora Lysoe Tournier     |
| Klasse 2  | AUT  | Rosa Schweizer   | AUT  | Ilse Scharf    | FRA GBR | M. Ramousse G. Matthews |
| Klasse 3  | AUT  | Ingrid Voboril   | GBR  | J. Swann       | ISR GBR | M. Escapa Gwen Buck     |
| Klasse 4  | GBR  | Carol Bryant     | BEL  | L. Verbrauwe   | NED GBR | Irene Schmidt O'Brien   |

Atletiek · Basketbal · Boogschieten · Dartchery · Gewichtheffen · Koersbal · Schermen · Snooker · Tafeltennis · Zwemmen
Rome 1960 ·
Tokio 1964 ·
Tel Aviv 1968 ·
Heidelberg 1972 ·
Toronto 1976 ·
Arnhem 1980 ·
New York & Stoke Mandeville 1984 ·
Seoel 1988 ·
Barcelona 1992 ·
Atlanta 1996 ·
Sydney 2000 ·
Athene 2004 ·
Peking 2008 ·
Londen 2012 ·
Rio de Janeiro 2016 ·
Tokio 2020 ·
Parijs 2024 ·
Los Angeles 2028